# Robin Lautenbach
Robin Lautenbach (* 4. November 1952 in Pforzheim) ist ein deutscher Journalist. Er war während seines gesamten Berufslebens bei Landesrundfunkanstalten oder bei der ARD tätig.

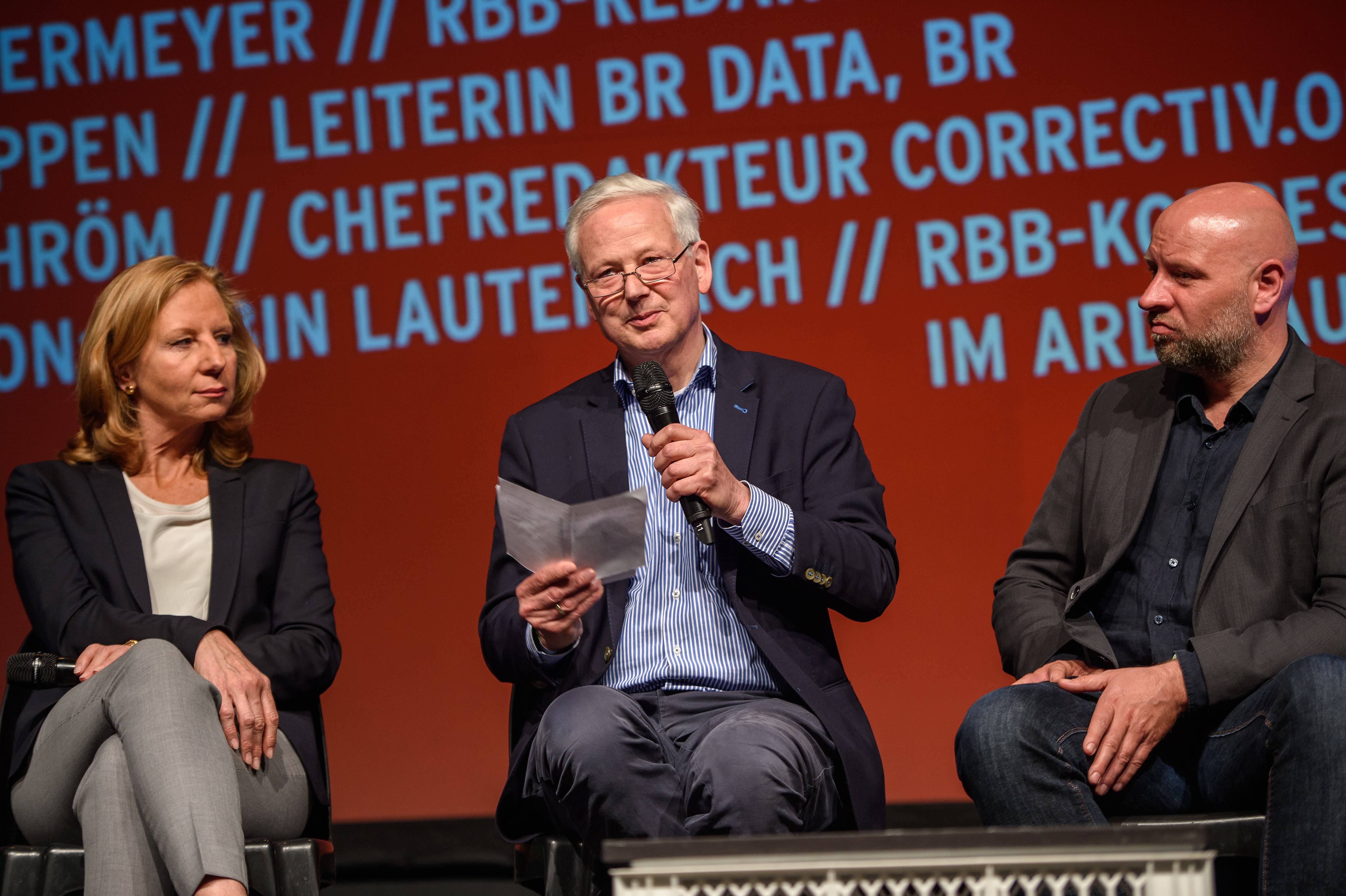
Robin Lautenbach in der Mitte (2018)

## Leben und Wirken
Nach dem Studium der Politikwissenschaft am Otto-Suhr-Institut der Freien Universität Berlin begann Lautenbach seine berufliche Laufbahn beim SFB, wo er für verschiedene Magazine arbeitete, unter anderem für die Berliner Abendschau. Anschließend war er letzter Leiter des ARD-Studios in der DDR. Er berichtete am Abend des 9. November 1989 live vom Brandenburger Tor. Damals wurde die Berliner Mauer erstmals geöffnet; damit begann der Zerfall des Ostblocks und die Wiedervereinigung Deutschlands. Er leitete das Berliner Korrespondentenbüro der Tagesschau beim SFB. Nach Eröffnung des ARD-Hauptstadtstudios im Jahre 1999 war er dort als Fernsehkorrespondent tätig (zu Beginn entsandt vom SFB, später rbb). Lautenbach leitete von 2004 bis 2009 als Nachfolger von Annette Dittert das ARD-Studio Warschau, das im fünfjährigen Wechsel von rbb und WDR betrieben wird. Von 2009 bis 2018 war er wieder im ARD-Hauptstadtstudio in Berlin tätig.